# Anisodes griseifascia
Anisodes griseifascia là một loài bướm đêm trong họ Geometridae.